# Pirjo Lahdenperä
Pirjo Anneli Lahdenperä, född Kotilainen 7 juni 1949 i Kinnula, är en sverigefinsk psykolog och professor emerita i pedagogik med inriktning mot ledning och styrning vid Mälardalens högskola. Hon utnämndes 2 juni 2005 till Sveriges första professor i pedagogik med inriktning mot interkulturell pedagogik. Hon var även profilansvarig för interkulturell lärarutbildning på Södertörns högskola.

## Biografi
Lahdenperä, som är dotter till Seppo Kotilainen och Rauha Juurakko, blev filosofie kandidat vid Stockholms universitet 1975 och avlade psykologexamen där 1981. Hon var skolpsykolog i Stockholms kommun 1974–1984 och knuten till Stockholms skolförvaltning (projektet Metoder mot fördomar och mobbning) 1979–1984, lärare och kursansvarig vid dåvarande Högskolan för lärarutbildning i Stockholm 1984–1987 och utbildare i den statliga skolledarutbildningen SLUG (nuvarande rektorsutbildning) från 1985.
Lahdenperä har arbetat som lärarutbildare, fortbildare, pedagogisk ledare och forskare vid institutionen för pedagogik på Lärarhögskolan i Stockholm och vid Södertörns högskola. Under 1980- och 90-talet var hon engagerad i utbildningar som handlade om specialpedagogik, interkulturell pedagogik samt om organisation och ledarskap främst med utvecklandet av nya kursplaner och kurser på olika nivåer samt arbetat som kursledare. Vid Södertörns högskola har hon varit med och planerat en lärarutbildning med mångkulturell inriktning 1997–1999 respektive interkulturell inriktning 2002–2005. Utöver detta hon utvecklat magisterutbildningar inom ämnet interkulturell pedagogik och interkulturellt ledarskap. Hon har även medverkat som föredragshållare vid utbildningar, konferenser och studiedagar för skolpersonal. 1 januari 2001 – 1 juli 2002 var hon anställd som chef för Mälardalens Ledarskapscentrum vid Mälardalens högskola. Åren 2006–2008 arbetade hon i Södertälje kommun samt som forskningsledare på Centrum för interkulturell skolforskning vid Mångkulturellt centrum i Botkyrka. 2018 blev hon professor emerita i pedagogik vid Mälardalens högskola. Hon driver företaget Utbildning Lahdenperä AB. Hon var även ledamot i den svenska delegationen av finsk-svenska samarbetsgruppen i lärarutbildningsfrågor på uppdrag av Utbildningsdepartementet 1993–2018.   
Från 2017 är Lahdenperä ordförande för Föreningen för Sverigefinska Skribenterna (FFSS), på finska Ruotsinsuomalaisten Kirjoittajien Yhdistys (RSKY).  

## Forskningsverksamhet
Lahdenperäs doktorsavhandling Invandrarbakgrund eller skolsvårigheter? (1997) handlar om etniska relationer och interkulturell undervisning, närmare bestämt om relationen mellan lärares sätt att uppfatta skolsvårigheter och deras förhållningssätt till elever med invandrarbakgrund. Utöver skolsvårigheter har hon forskat om interkulturellt lärande/interkulturell undervisning, lärande och lärarroll i multietniska skolor, mångkulturell skol- eller verksamhetsutveckling, ledarskap och etniska relationer. Hon har bl.a. publicerat om specialpedagogik, interkulturell undervisning, interkulturella läroprocesser, skolutveckling, ledarskap och om interkulturell forskning som en forskningsinriktning. Under 1998–2001 ledde hon tillsammans med Christer Hedin ett Högskoleverksfinansierat projekt "Etnisk mångfald i läroprocesser och etikundervisning" samt en aktionsforskningsgrupp om interkulturellt lärande i multietniska skolor vid Lärarhögskolan i Stockholm. Åren 2002–2006 har hon som forskningsledare byggt upp Centrum för interkulturell skolforskning vid Södertörns högskola och Mångkulturellt centrum i Botkyrka med hjälp av tre doktorander. Centret lades ner av Högskolan år 2006. I hennes senare forskning har hon inriktad sig på ledarskap i mångkulturella miljöer, interkulturell skolutveckling och interkulturellt ledarskap samt verksamhetsutveckling i mångfald, främst genom forskningscirklar.